# Kōsaku Aruga
Kōsaku Aruga (有賀 幸作 Aruga Kōsaku?,  21 de agosto de 1897-7 de abril de 1945) fue un capitán japonés de la Armada Imperial Japonesa durante la Segunda Guerra Mundial. Fue el último comandante del 
acorazado Yamato.

## Biografía
Aruga nació en la Prefectura de Nagano. Se graduó en la 45.ª promoción de la Academia Naval Imperial Japonesa en 1917, graduándose el 58.º de una clase de 89 cadetes. Sirvió como guardiamarina en el crucero acorazado Iwate y el acorazado Hyūga, y posteriormente se graduó en artillería naval y torpedos entre 1918 y 1919.
Tras su ascenso a alférez sirvió en varios destructores. Entre 1922 y 1923 sirvió en el acorazado Nagato, siendo en diciembre de este último año ascendido a teniente, donde fue el oficial de torpedos de los destructores Akikaze y Kikuzuki, y los cruceros ligeros Naka y Kiso.
En 1929 fue ascendido a teniente comandante y recibió su primer mando: el destructor Yūgao. Los años siguientes recibió el del Fuyō (1930), el del Tachikaze y el Akikaze (1932), el del Matsukaze (1933) y el del Inazuma (1934). Posteriormente, en 1935, fue asignado a tierra en el Distrito de la Guardia de Chinkai hasta 1937, año en que volvió a la mar como oficial ejecutivo del Sendai. Tras esto, en 1940, se le entregó la comandancia de la 11.ª División de Destructores y fue ascendido a capitán en noviembre.

### Segunda Guerra Mundial
A escasos meses de comenzar la Guerra del Pacífico, en junio de 1941, Aruga recibió el mando de la 4.ª División de Destructores. Con ella estuvo presente en la batalla de Midway (junio) y la batalla de las Salomón Orientales (agosto), en 1942. Al año siguiente, en marzo de 1943, fue reasignado para comandar el crucero pesado Chōkai.
Volvió a Japón en junio de 1944 después de que contraer malaria, donde sirvió como instructor principal en la Escuela de Torpedos hasta noviembre de ese año, cuando fue reasignado a la 2.ª Flota. El 25 de noviembre de 1944 se le dio el mando del acorazado Yamato.
En abril de 1945, bajo la Operación Ten-Ichi-Go, el Yamato fue asignado para una misión suicida contra las fuerzas americanas en la batalla de Okinawa, junto con la escolta del crucero ligero Yahagi y ocho destructores. 
El día 7, el Yamato fue hundido por ataque masivo de aviones de la Marina de los Estados Unidos. Aruga falleció a bordo y se hundió junto con su barco. Como homenaje póstumo fue ascendido dos rangos, al de vicealmirante.

## Cultura popular
| Año  | Película              | Actor      |
| ---- | --------------------- | ---------- |
| 2005 | Otoko-tachi no Yamato | Eiji Okuda |